# Dekanat dobruski
Dekanat dobruski – jeden z dziesięciu dekanatów wchodzących w skład eparchii homelskiej i żłobińskiej Egzarchatu Białoruskiego Patriarchatu Moskiewskiego.

## Parafie w dekanacie
- Parafia św. Michała Archanioła w Cierachouce
  - Cerkiew św. Michała Archanioła w Cierachouce
- Parafia Wprowadzenia Najświętszej Maryi Panny do Świątyni w Dąbrówce
  - Cerkiew Wprowadzenia Najświętszej Maryi Panny do Świątyni w Dąbrówce
- Parafia św. Mikołaja Cudotwórcy w Dobruszu
  - Sobór św. Mikołaja Cudotwórcy w Dobruszu
- Parafia Narodzenia Najświętszej Maryi Panny w Czerwonym Partyzanie
  - Cerkiew Narodzenia Najświętszej Maryi Panny w Czerwonym Partyzanie
- Parafia św. Jana Kormiańskiego w Kormie
  - Cerkiew św. Jana Kormiańskiego w Kormie
- Parafia Świętej Trójcy w Krupcu
  - Cerkiew Świętej Trójcy w Krupcu
- Parafia św. Aleksandra Newskiego w Niwkach
  - Cerkiew św. Aleksandra Newskiego w Niwkach
- Parafia św. Mikołaja Cudotwórcy w Popówce
  - Cerkiew św. Mikołaja Cudotwórcy w Popówce
- Parafia św. Mikołaja Cudotwórcy w Starosielu
  - Cerkiew św. Mikołaja Cudotwórcy w Starosielcu
- Parafia św. Mikołaja Cudotwórcy w Uci
  - Cerkiew św. Mikołaja Cudotwórcy w Uci
- Parafia św. Mikołaja Cudotwórcy w Usochskiej Budzie
  - Cerkiew św. Mikołaja Cudotwórcy w Usochskiej Budzie
- Parafia Zaśnięcia Najświętszej Maryi Panny w Żguniu
  - Cerkiew Zaśnięcia Najświętszej Maryi Panny w Żguniu

## Monastery
- Monaster św. Jana Kormiańskiego w Kormie

## Galeria

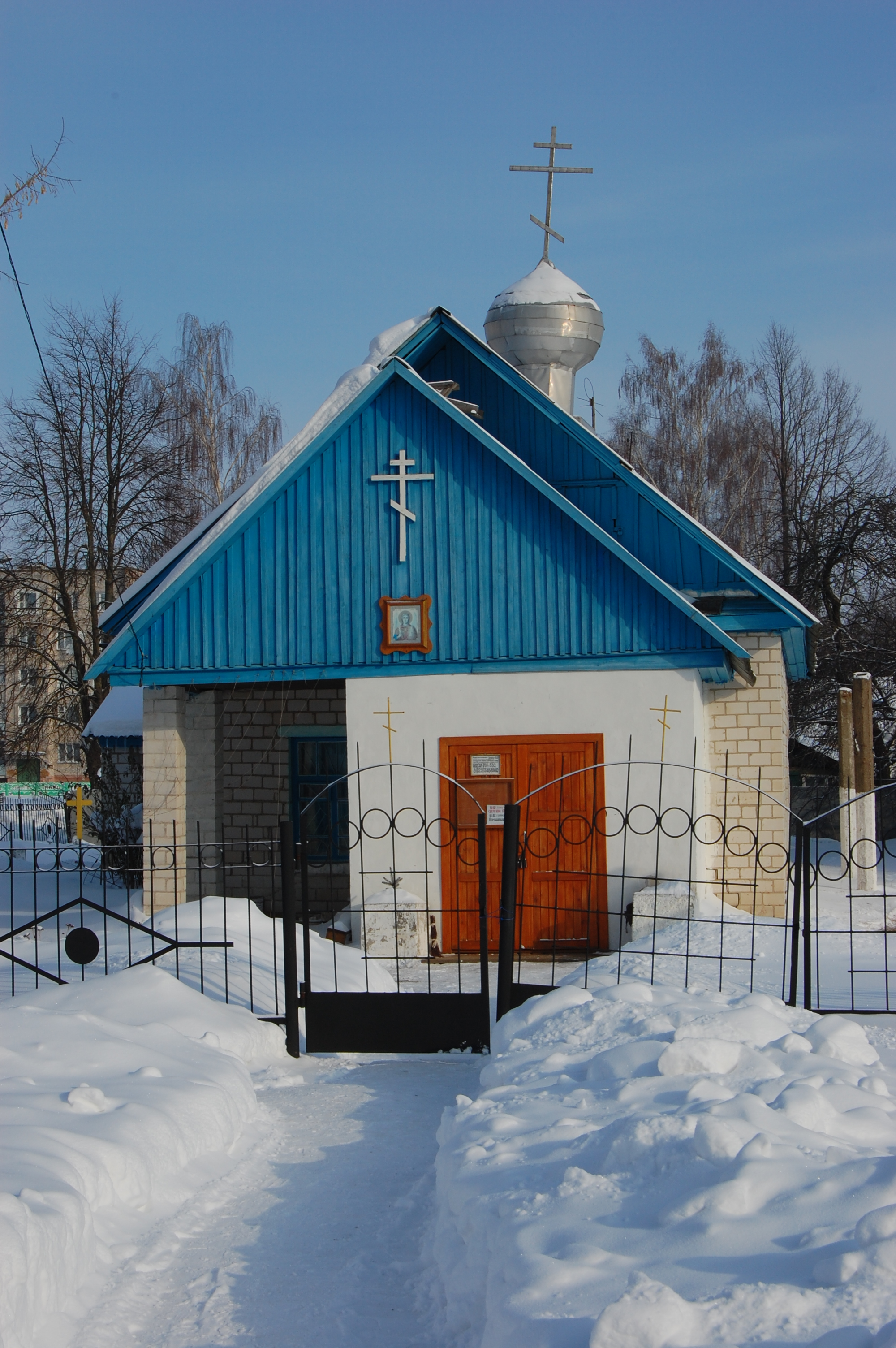
Cerkiew św. Michała Archanioła w Cierachouce (stara)
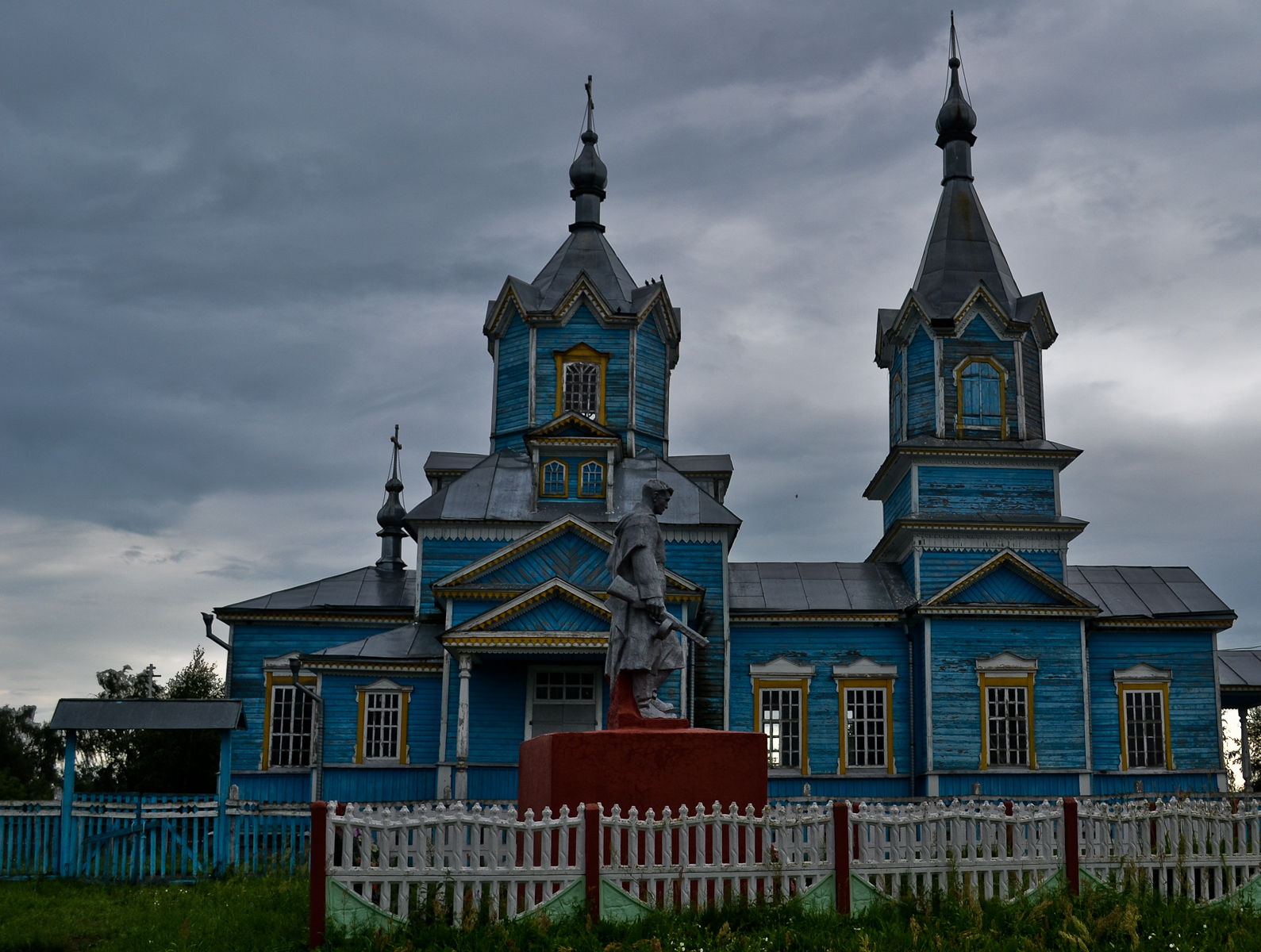
Cerkiew Narodzenia Najświętszej Maryi Panny w Czerwonym Partyzanie
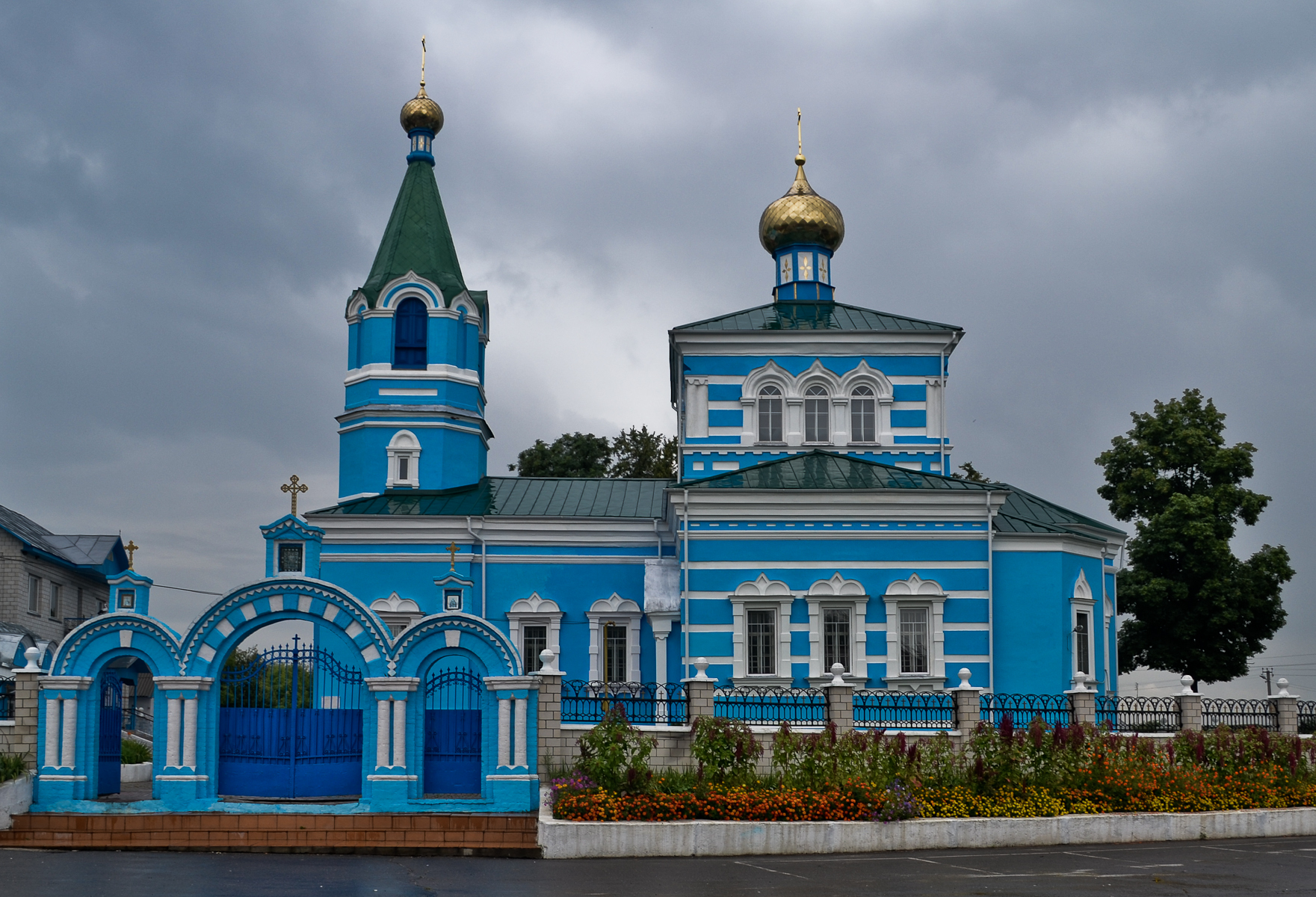
Cerkiew św. Jana Kormiańskiego w Kormie
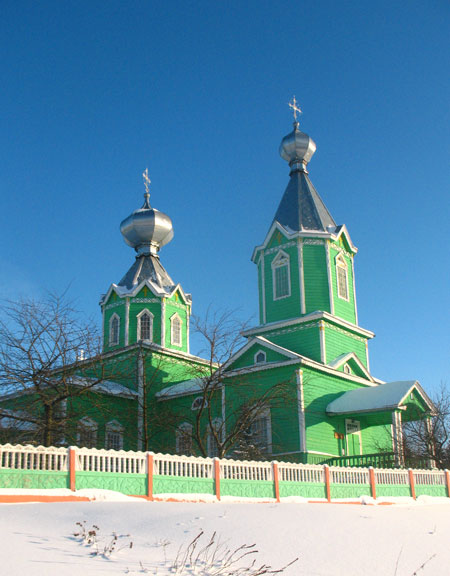
Cerkiew Świętej Trójcy w Krupcu
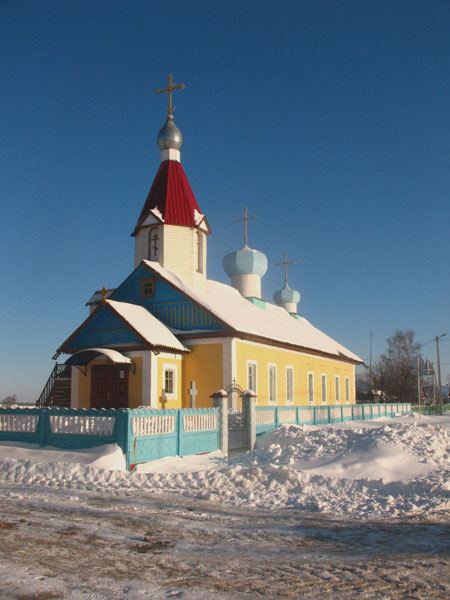
Cerkiew św. Mikołaja Cudotwórcy w Popówce